# Rocameca
Rocameca /od Näräkäĭmiguk, =at (or on) the land upstream; Gerard/,  jedno od plemena američkih Indijanaca porodice Algonquian s gornjeg toka rijeke Androscoggin u američkoj saveznoj državi Maine, točnije zapadno od Livermore Fallsa na granici okruga Oxford i Franklin. Rocameca su bili ogranak plemena Androscoggin i članovi plemenskog saveza Abenaki. Nestali su. Ostali oblici njihovog imena su: Arockamecook, Arrockaumecook, Rockamecook, Narrahamegock, etc

## Vanjske poveznice
- Abenaki History  Arhivirana inačica izvorne stranice od 11. travnja 2010. (Wayback Machine)